# نزلة ساو
قرية نزلة ساو هي إحدى القرى التابعة لمركز ديروط في محافظة أسيوط في جمهورية مصر العربية. حسب إحصاءات سنة 2006، بلغ إجمالي السكان في نزلة ساو 3898 نسمة، منهم 1937 رجل و1961 امرأة.